# The Sims: Hot Date
The Sims: Hot Date je třetím datadiskem do simulátoru The Sims. Tento datadisk vyšel 14. listopadu 2001. Hlavní změnou je přidání nového města Downtownu a možností seznámení se.

## NPC
- Miss Crumplebottom (česky paní Crumplebottomová) – postava, která odsuzuje jakékoliv příznaky romantiky na veřejnosti. Je ochotná rozpoutat i bitku.
- Měšťané – skupina lidí, kteří se chovají jako váš simík, nicméně za ně nejde hrát
- Obsluha – obsluha ve fast-foodech a restauracích
- Hudebníci – toulají se okolo luxusních restaurací a hrají na kytaru
- Medvěd Claire – medvěd, který se rád hrabe v odpadcích

## Hraní
Ve hře přibylo více než čtyřicet nových interakcí, které pomáhají vést váš vztah jedním směrem. Přibyl nový pruh ke vztahům (pruh opravdového přátelství), simík má určité záliby a o nich mluví s ostatními simíky, nový hudební styl jazz, světla v domě se automaticky zapínají a vypínají a jsou roztříděny na kategorie jednotlivé položky v režimu nákupu.

## Downtown
Nově přibylo do hry nové město Downtown. V tomto městě jsou pouze komunitní pozemky a nelze zde postavit dům. Budovy na nich postavené jsou různé. Jsou tu obchůdky, restaurace, butiky, parky, pláže, bary a fast-foody. Do města se lze dostat zavoláním taxíka, který tam hráče za 50 § odveze. Doma se zastaví čas. Po návratu domů čas pokračuje od chvíle odjezdu, ovšem potřeby a nálada pokračují ve stavu docíleném v Downtownu.